# بوژیدار یانکوویچ
بوژیدار یانکوویچ (سیریلیک صربی: Божидар Јанковић؛ ۷ دسامبر ۱۸۴۹ – ۷ ژوئیهٔ ۱۹۲۰) ارتشبد ارتش صربستان در جنگ نخست بالکان بود.